# Gjin Progoni
Gjin Progoni foi um príncipe da Albânia da Dinastia Progon. Reinou entre 1198 e 1208. Foi antecedido no trono por Progon e foi sucedido por Demétrio Progoni.